# Janvier 1763
Cette page présente les faits marquants du mois de janvier 1763.

## Naissances
- 3 janvier : Joseph Fesch (mort le 13 mai 1839), prélat catholique
- 4 janvier : Jean-Louis Thomas, personnalité politique française
- 5 janvier : Jean François Gaspard Fornier de Clauselles (mort le 18 avril 1843), homme politique français
- 6 janvier : Gaspard Augustin Barbier (mort le 27 septembre 1833), homme politique français
- 7 janvier : Giovanni Martinengo (mort le 19 juin 1832), militaire et homme politique italien
- 8 janvier
  - Edmond-Charles Genêt (mort le 14 juillet 1834), diplomate français
  - Jean-Baptiste Drouet (mort le 11 avril 1824), personnalité politique française
  - Johann Jakob Römer (mort le 15 janvier 1819), Naturaliste suisse
- 10 janvier
  - Jean-Baptiste de Cavaignac (mort le 24 mars 1829), général français
  - Joseph Lagrange (mort le 16 janvier 1836), homme politique français
- 11 janvier : Claude Bobilier (mort le 5 mars 1839), personnalité politique française
- 12 janvier
  - Gabriel Adrien Marie Poissonnier Desperrières (mort le 13 mai 1852), général français de la Révolution et de l’Empire
  - Georges Michel (mort le 7 juin 1843), Peintre français
  - Jean Baudry (mort le 14 octobre 1830), homme politique français
- 13 janvier
  - Alexandre Louis Andrault de Langeron (ou 24 janvier) (mort le 4 juillet 1831), colonel français puis général de l'empire de Russie durant les guerres de la Révolution et de l'Empire
  - Charles Soullier (mort le 9 février 1841), personnalité politique française
- 14 janvier : Michel Caron (mort le 26 décembre 1831), homme politique
- 15 janvier : François-Joseph Talma (mort le 19 octobre 1826), acteur français
- 17 janvier
  - François-Gabriel-Thibault de La Brousse de Verteillac (mort le 26 octobre 1854), personnalité politique française
  - Franz de Walsegg (mort le 11 novembre 1827), aristocrate autrichien
- 18 janvier : Jacques-Henri Laurenceot (mort le 19 août 1833), personnalité politique française
- 20 janvier : Isidore Joseph Fabien Brignoles Gauthier (mort le 20 décembre 1824), personnalité politique française
- 21 janvier
  - Augustin Robespierre (mort le 28 juillet 1794), politicien français
  - Pierre-François-Joseph Robert (mort le 13 avril 1826), personnalité politique française
- 22 janvier
  - Jean-Gabriel du Chasteler (mort le 7 mai 1825), général de l'armée impériale du Saint-Empire
  - Marc David Lasource (mort le 31 octobre 1793), personnalité politique française
- 23 janvier : Antoine Digonet (mort le 17 mars 1811), général français de la Révolution et de l’Empire
- 24 janvier
  - Jean-Nicolas Bouilly (mort le 14 avril 1842), écrivain, librettiste et auteur dramatique français
- 26 janvier
  - Charles XIV Jean de Suède (mort le 8 mars 1844), militaire français puis roi de Suède et de Norvège
  - Louis Leroux du Chatelet (mort le 19 octobre 1834), homme politique français
- 27 janvier : Gottfried Christoph Härtel (mort le 25 juillet 1827), éditeur de musique allemand
- 28 janvier : Alexis Ricouard (mort le 8 décembre 1805), gendarme français
- 29 janvier
  - Jacques François Izos, personnalité politique française
  - Johann Gottfried Seume (mort le 13 juin 1810), écrivain allemand
- 30 janvier : Nicolas Jobert (mort le 8 janvier 1858), militaire français
- 31 janvier : Jens Esmark (mort le 26 janvier 1839), professeur de minéralogie dano-norvégien

## Décès
- 3 janvier : Francesco Maria Schiaffino (né en 1688), sculpteur italien
- 7 janvier : François-Emmanuel Cangiamila (né le 1er janvier 1702), homme d'Église italien
- 11 janvier : Giovanni Benedetto Platti (né le 9 juillet 1697), compositeur italien
- 12 janvier
  - Maximilien Emmanuel de Hornes (né le 31 août 1695), prince hollandais
  - Pierre-André d'Héguerty (né en 1700), économiste français
- 16 janvier : David Durand (né en 1680), historien anglais
- 18 janvier : Girolamo Colonna di Sciarra (né le 8 mai 1708), prélat catholique
- 19 janvier : Antoine-Jérôme Boyvin de Vaurouy (né date inconnue), prêtre catholique français
- 21 janvier : Jean-François Oeben (né le 9 octobre 1721), ébéniste de renom
- 22 janvier : John Carteret (né le 22 avril 1690), personnalité politique britannique
- 24 janvier : Jacques-François Grout de Saint-Georges (né le 17 septembre 1704), aristocrate et officier de marine français
- 25 janvier : Jérôme Besoigne (né en 1686), abbé, historien et théologien janséniste
- 27 janvier
  - Antoine-Ulrich de Saxe-Meiningen (né le 22 octobre 1687), duc de Saxe-Meiningen
  - Jean-Théodore de Bavière (né le 3 septembre 1703), prélat catholique
- 29 janvier
  - Johan Ludvig von Holstein (né le 7 septembre 1694), personnalité politique danoise
  - Louis Racine (né le 6 novembre 1692), poète français